# Iglesia de Santa María (Bayona)
La Ex-Colegiata de Santa María es un templo religioso de estilo románico y de aspecto fortificado del siglo XIII situado en la villa de Bayona. Fue instituida colegiata por el obispo Diego de Muros I en 1482, hasta 1840, año en el que volvió a ser iglesia parroquial.

## Descripción

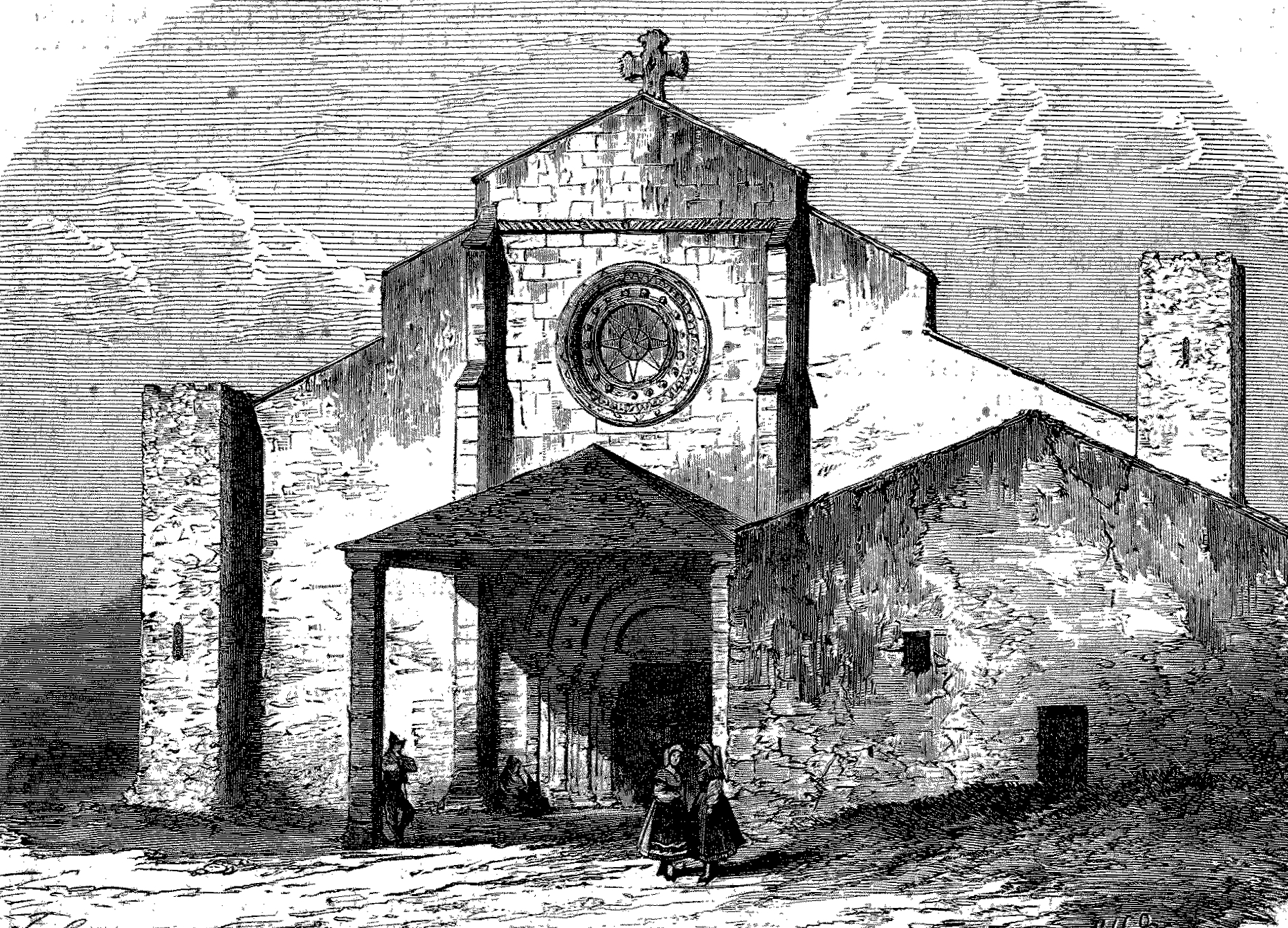
Grabado en La Ilustración Gallega y Asturiana, 1880. En él aparece la cubierta de la puerta, que fue retirada en 1901.

Está dividida en tres naves con su ábside rectangular. La nave principal recuerda el estilo cisterciense del monasterio de Santa María de Oya. Las ventanas son románicas y tiene en la fachada un rosetón románico.
En el año 1659 se hizo la sacristía añadiéndola por el exterior a la absidiola norte y en 1695 se construyeron las capillas laterales.
El retablo barroco fue construido en 1726 por Antonio del Villar.
En 1841, se trasladaron al patio varios cruceros de distintos estilos que estaban esparcidos por las calles de la villa.